# Banco Central de Libia
El Banco Central de Libia (en árabe: مصرف ليبيا المركزي) es el banco central de Libia.

## Historia
Fue fundado en 1955 bajo la Ley n.º 30 (1955) comenzó sus operaciones el 1 de abril de 1956 bajo el nombre de Banco Nacional de Libia, para reemplazar el comité de moneda libio que fue establecido por las Naciones Unidas y otros países supervisores en 1951 para garantizar el bienestar de la pobre economía libia. Los objetivos principales del comité de moneda de Libia fueron ayudar a Libia a crear una moneda unificada en las tres provincias.
El nombre del Banco se cambió a Banco de Libia según la Ley n.º 4 (1963), luego a su nombre actual Banco Central de Libia después del golpe de Estado de la revolución del 1 de septiembre.